# Santa Luce
Santa Luce – miejscowość i gmina we Włoszech, w regionie Toskania, w prowincji Piza. Położona jest ok. 70 km na południowy zachód od Florencji i 30 km na południowy wschód od Pizy.
Według danych na rok 2004 gminę zamieszkiwało 1465 osób, 22,2 os./km².